# Nikola Petkov
Nikola Petkov, in bulgaro Никола Димитров Петков? (Sofia, 8 luglio 1893 – Sofia, 23 settembre 1947), è stato un politico bulgaro.

## Biografia
Era figlio di Dimităr Petkov, primo ministro del principato di Bulgaria dal 5 novembre 1906 fino al suo assassinio l'anno successivo ad opera di un anarchico.
Nel 1936 fu eletto deputato del Partito agrario. Esponente dell'ala sinistra del Partito, detta anche dei "Pladnenzi", si batté contro la dittatura di re Boris III e successivamente contro la sua politica favorevole all'alleanza con la Germania nazista e l'Italia fascista. Nel 1941 Petkov fu arrestato e internato nel campo di concentramento di Gonda Voda.
Dopo essere stato liberato, fu tra i promotori del Fronte Patriottico, che nel settembre 1944 assunse il potere. Divenne vicepresidente del Consiglio nel primo governo Georgiev e firmò l'armistizio con l'Unione Sovietica. Dopo aver mantenuto la coalizione con i comunisti, finì per rompere con loro e dare le dimissioni a seguito della crisi del maggio 1947. Passò all'opposizione, dirigendo la Nuova bandiera contadina, ma il 6 giugno 1947 fu arrestato e poi processato con l'imputazione di complotto contro lo Stato. Condannato a morte il 15 agosto, si vede respingere l'appello il 18 settembre, nonostante le numerose proteste di americani e di altri esponenti occidentali. Venne impiccato a Sofia cinque giorni dopo.